# Насім'єнто (Альмерія)
Насім'єнто (ісп. Nacimiento) — муніципалітет в Іспанії, у складі автономної спільноти Андалусія, у провінції Альмерія. Населення — 486 осіб (2010).
Муніципалітет розташований на відстані близько 380 км на південь від Мадрида, 32 км на північний захід від Альмерії.
На території муніципалітету розташовані такі населені пункти: (дані про населення за 2010 рік)
- Ла-Естасьйон: 0 осіб
- Хільма: 12 осіб
- Насім'єнто: 427 осіб
- Лос-Наваррос: 34 особи
- Лос-Пілетас: 2 особи
- Лос-Рохас: 9 осіб
- Лос-Санчос: 2 особи

## Демографія
Динаміка населення (INE ):

## Галерея зображень

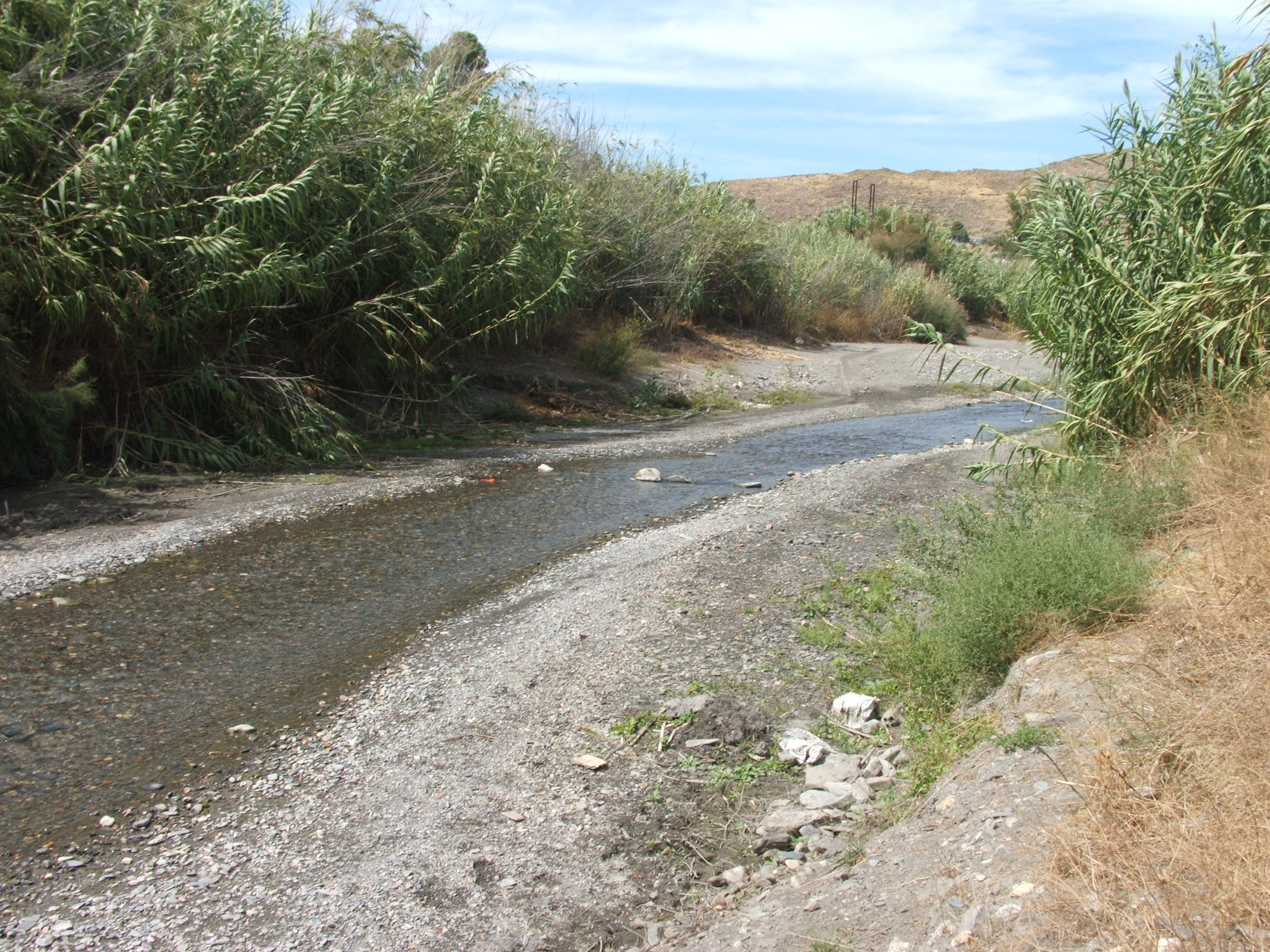
Річка Насім'єнто